# Ла-Буйадис
Ла-Буйадис (фр. La Bouilladisse) — коммуна на юго-востоке Франции в регионе Прованс — Альпы — Лазурный Берег, департамент Буш-дю-Рон, округ Марсель, кантон Аллош.
Площадь коммуны — 12,61 км², население — 5561 человек (2006) с выраженной тенденцией к росту: 6022 человека (2012), плотность населения — 477,6 чел/км².

## Население
Население коммуны в 2011 году составляло 5997 человек, а в 2012 году — 6022 человека.
| 1962 | 1968 | 1975 | 1982 | 1990 | 1999 | 2006 | 2008 | 2011 | 2012 |
| ---- | ---- | ---- | ---- | ---- | ---- | ---- | ---- | ---- | ---- |
| 1715 | 1959 | 2231 | 3117 | 4115 | 4904 | 5561 | 5743 | 5997 | 6022 |

Динамика населения:

## Экономика
В 2010 году из 3866 человек трудоспособного возраста (от 15 до 64 лет) 2602 были экономически активными, 1264 — неактивными (показатель активности 67,3 %, в 1999 году — 66,3 %). Из 2602 активных трудоспособных жителей работали 2404 человека (1265 мужчин и 1139 женщин), 198 числились безработными (91 мужчина и 107 женщин). Среди 1264 трудоспособных неактивных граждан 366 были учениками либо студентами, 431 — пенсионерами, а ещё 467 — были неактивны в силу других причин.
На протяжении 2010 года в коммуне числилось 2287 облагаемых налогом домохозяйств, в которых проживало 5801,0 человек. При этом медиана доходов составила 22 тысячи 911 евро на одного налогоплательщика.